# خوسيه بلترام
خوسيه بلترام (بالبرتغالية: José Mariano Beltrame‏) هو محامي وضابط شرطة وكاتب برازيلي، ولد في 13 مايو 1957 في سانتا ماريا، ريو غراندي دو سول في البرازيل.